# Deceangli
Els deceangli (també anomenats Deceangi, Decangi, Ceangi o Cangi) eren un poble celta de Britànnia que vivien al nord de Gal·les.

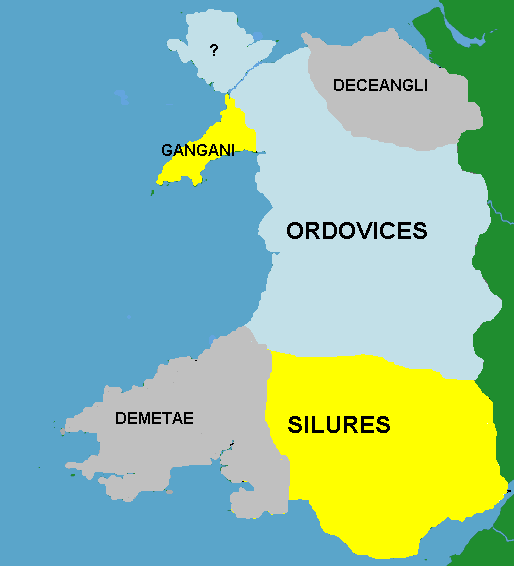
Tribus celtes a Gal·les

El primer atac romà contra els deceangli el va portar a terme Publi Ostori Escàpula, governador de la província, després d'haver sotmès als icens. Tàcit explica que els romans van devastar el país, els seus camps van ser assolats i Ostori va arribar sense dificultats fins prop de la mar Irlandesa cap a l'any 50. Claudi Ptolemeu parla d'una ciutat de nom Canca i la Notitia Imperium d'una estació de nom Concangii, però no se'n sap la relació amb aquest poble, que ningú no torna a mencionar.